# Sílvio Antônio
Silvinho, właśc. Sílvio Antônio  (ur. 25 kwietnia 1974 w Araraquarze) – piłkarz brazylijski występujący na pozycji napastnika.

## Kariera klubowa
Karierę piłkarską Silvinho rozpoczął w klubie Ferroviária Araraquara w 1992 roku. W 1994 wystąpił z Ferroviárią w rozgrywkach Campeonato Brasileiro Série C, w których klub z Araraquary zajął wysokie 2. miejsce, dzięki czemu awansował do Série B. W drugiej lidze zajął z Ferroviárią 21. miejsce. Dobra gra Silvinho szybko została zauważona i jesienią 1995 trafił do pierwszoligowej Vitórii Salvador. W Vitórii 8 października 1995 w przegranym 1-3 meczu z Guarani FC Silvinho zadebiutował w lidze brazylijskiej. Jedyną bramkę dla Vitórii strzelił 26 listopada 1995 w wygranym 5-1 wyjazdowym União São João Araras, do którego wkrótce odszedł. Jesienią 1996 występował w trzecioligowym Comercialu Ribeirão Preto.
Do pierwszej ligi powrócił latem 1997, kiedy to został zawodnikiem Athletico Paranaense. W barwach Atlético Silvinho wystąpił ostatni raz w lidze brazylijskiej 1 listopada 1997 w wygranym 2-1 meczu z SC Internacional. Ogółem w latach 1995–1997 rozegrał w lidze brazylijskiej 24 spotkania, w których zdobył 3 bramki. Wiosną 1998 był zawodnikiem Grêmio Porto Alegre, a w drugiej połowie roku trzecioligowego São Caetano, by na początku 1999 powrócić do Athletico Paranaense. Latem 1999 wyjechał do drugoligowego szwajcarskiego FC Wil, jednak już na początku 2000 powrócił do Brazylii, gdzie został zawodnikiem występującego w drugiej lidze stanowej São Paulo Ituano Itu. Latem 2000 powrócił do Europy zostając zawodnikiem drugoligowego niemieckiego Stuttgarter Kickers. Po spadku Kickers do Regionalligi, po raz kolejny powrócił do Brazylii, gdzie został zawodnikiem XV de Novembro Piracicaba. Na początku 2002 ponownie został zawodnikiem Ituano, z którym osiągnął największy sukces w jego historii zdobywając mistrzostwo stanu São Paulo – Campeonato Paulista. W dodatkowej edycji zwanej „supermistrzostwami” Ituano okazało się gorsze jedynie od São Paulo FC. Rok 2003 spędził w Boliwii w Jorge Wilstermann.
W 2004 powrócił do ojczyzny zostając zawodnikiem Avaí FC. Drugą część 2004 spędził w występującym w drugiej lidze stanu São Paulo Botafogo Ribeirão Preto, a pierwszą połowę 2005 w występującym w tej samej klasie rozgrywkowej Noroeste Bauru. Latem 2005 trafił do drugoligowej Portuguesy São Paulo, skąd na początku 2006 odszedł do występującego w trzeciej lidze stanu São Paulo Osvaldo Cruz FC, w którym wkrótce zakończył karierę.

## Kariera reprezentacyjna
Silvinho występował w olimpijskiej reprezentacji Brazylii. W 1995 roku uczestniczył w Igrzyskach Panamerykańskich w Mar del Plata na których Brazylia odpadła w ćwierćfinale. Na turnieju Silvinho wystąpił we wszystkich czterech meczach z Kostaryką (bramka), Bermudami, Chile (bramka) i Hondurasem.

## Źródła
- Profil
- Profil